# Jean-Pierre Sudré (peintre)
Pour les articles homonymes, voir Sudre.
Jean-Pierre Sudré est un peintre et lithographe français, né à Albi en 1783 et mort à Paris en 1866.

## Biographie
Élève de Jacques-Louis David, il ne commença à pratiquer qu'une dizaine d'années après sa sortie de l'atelier du maître. Ce fut, en 1818, l'affaire Fualdès qui lui donna l'occasion de pratiquer ses dons. Originaire d'Albi il dessina à Rodez ou dans sa ville natale les accusés de cette célèbre affaire judiciaire.
Venu à Paris, à partir de 1826, il fait plusieurs demandes de brevet d'imprimeur lithographe ; il ne l'obtient qu'en 1831. Entretemps, il continue de travailler pour le Panthéon français, collection de portraits de personnages célèbres..., un ensemble de 20 livraisons de 4 portraits publié entre 1823 et 1827. La copie, par la lithographie, de tableaux anciens (Raphaël, Michel-Ange...) ou contemporains (Ingres) devient sa spécialité. Ses lithographies qu'il expose régulièrement aux Salons des Beaux-Arts de Paris et de Toulouse, lui valent plusieurs récompenses. Au Salon des produits des Beaux-Arts et de l'Industrie de Toulouse, où ses Odalisques lui avaient déjà valu en 1827 une médaille de bronze, il reçoit une médaille d'or en 1840 pour deux lithographies copiées d'après Ingres, dont le célèbre Roger et Angélique.
Méridional comme Ingres, il fut son lithographe assidu. En particulier pour les vitraux de l'église Notre-Dame-de-Compassion de Paris.

## Œuvres
- Roger et Angelique, 1839[3]
- Don Gomez Manrique, lithographie (dessin de Valentin Carderera), 1855[4]

## Publications
- Le Panthéon français, ou Collection de portraits des personnages célèbres qui... ont contribué le plus à l'illustration nationale, 1825-1827